# Orquestra do Teatro Mariinski
A Orquestra do Teatro Mariinski, também conhecida como Orquestra Mariinski, é a orquestra residente do Teatro Mariinski, em São Petersburgo, Rússia. Fundada em 1783, durante o reinado de Catarina, a Grande, foi originalmente denominada Orquestra da Ópera Imperial Russa. É considerada uma das mais antigas instituições musicais em atividade contínua no país.
Durante o período soviético, em 1935, a orquestra e o corpo de balé do teatro passaram a ser chamados de Kirov, em referência a Serguei Kirov, secretário do Partido Comunista em Leningrado, assassinado no ano anterior. A mudança fez parte de uma política oficial de reabilitação de sua imagem pelo regime de Josef Stalin.
Com o fim da União Soviética, em 1992, a orquestra retomou seu nome histórico.
Desde então, está sob a direção artística e geral do maestro Valery Gergiev, figura central na reestruturação e projeção internacional da instituição. Sob sua liderança, a Orquestra Mariinski ampliou sua presença em circuitos internacionais, consolidando-se como uma das principais orquestras sinfônicas da Rússia.